# Queen (magazine)
Pour les articles homonymes, voir Queen (homonymie).
Le magazine Queen (à l'origine The Queen) est une publication de Samuel et Isabella Beeton fondée en 1861. En 1958, le magazine est vendu à Jocelyn Stevens, qui abandonne le préfixe « The » et s'en sert pour parler à la jeunesse de l'establishment britannique, parfois appelée Chelsea Set, sous la direction éditoriale de Beatrix Miller. En 1964, le magazine donne naissance à Radio Caroline, la première station de radio pirate commerciale de jour desservant Londres. Stevens revend Queen en 1968. À partir de 1970, la nouvelle publication devient Harper's & Queen après la fusion de Queen et de Harper's Bazaar UK, jusqu'à ce que le nom Queen soit complètement supprimé du titre. Il est maintenant connu sous le nom de Harper's Bazaar,.